# Rapajärvi (Övertorneå socken, Norrbotten)
Rapajärvi är en sjö i Övertorneå kommun i Norrbotten och ingår i Torneälvens huvudavrinningsområde. Sjön har en area på 0,089 kvadratkilometer och ligger 122,9 meter över havet.

## Delavrinningsområde
Rapajärvi ingår i det delavrinningsområde (738973-183534) som SMHI kallar för Inloppet i Puostijärvi. Medelhöjden är 153 meter över havet och ytan är 80,58 kvadratkilometer. Räknas de 21 avrinningsområdena uppströms in blir den ackumulerade arean 305,03 kvadratkilometer. Armasjoki (Puostijoki) som avvattnar avrinningsområdet har biflödesordning 2, vilket innebär att vattnet flödar genom totalt 2 vattendrag innan det når havet efter 93 kilometer. Avrinningsområdet består mestadels av skog (58 procent) och sankmarker (34 procent). Avrinningsområdet har 0,31 kvadratkilometer vattenytor vilket ger det en sjöprocent på 0,4 procent.